# Le Casse (chanson)
Pour les articles homonymes, voir Le Casse.
Singles de Mireille Mathieu
Mille fois bravo
(1971) Corsica
(1972)
Le Casse est un 45 tours sorti en 1971 avec les chansons du film Le Casse d'Henri Verneuil — avec Jean-Paul Belmondo et Omar Shariff — sorti également en 1971.